# Compressive sensing
Compressed sensing, также известное как compressive sensing, compressive sampling и sparse sampling — это методика получения и восстановления сигнала, используя знания о его предыдущих значениях, которые разрежены или сжаты. Эта область обработки сигналов существует на протяжении 40 лет, но только недавно получила широкое признание, в том числе благодаря нескольким важным результатам, сделанным Дэвидом Донохо, Emmanuel Candès, Justin Romberg и Теренсом Тао.

## История
Идеи, описывающие compressive sensing, появились в 2004 году, когда Эмануель Канде, математик из Caltech, работал над проблемами изображений магнитного резонанса. Он открыл, что тестовое изображение могло быть восстановлено точно даже с данными, которые считаются недостаточными в соответствии с критерием Найквиста-Шеннона. Кроме того, предшественник compressed sensing был замечен в 1970-х годах, когда сейсмологи построили изображения уровней отражения внутри земли, основанные на данных, которые, казалось, не удовлетворяли критерию Найквиста — Шеннона.

## Метод
Основная идея состоит в том, что большинство интересующих сигналов имеют некую структуру и избыточность — они не являются чистым шумом. В частности, большинство сигналов разрежены, то есть включают много коэффициентов близких или равных нулю, когда представлены в некотором базисе. (Те же идеи лежат в основе многих видов сжатия с потерями.)
Compressed sensing обычно начинается с принятия ограниченного (возможно, случайного) числа выборок в базис, отличный от базиса, в котором сигнал является разреженным. Так как число выборок ограниченно, задача преобразования изображения назад в намеченную область повлекла бы за собой решение недоопределённого матричного уравнения — то есть, есть огромное число различных изображений-кандидатов, который могут быть результатом для данной выборки, так как число выборок меньше, чем число коэффициентов в полном изображении. Таким образом, нужно ввести некоторое дополнительное ограничение, чтобы выбрать «лучшего» кандидата.
Классическое решение для таких проблем — минимизация нормы {\displaystyle L_{2}} — то есть, минимизировать количество энергии в системе. Это обычно простая математика (включающая только перемножение матриц с помощью псевдообратного базиса выборки). Однако это приводит к плохим результатам для большинства практических приложений, так как неизвестные (отсутствующие в выборке) коэффициенты редко имеют нулевую энергию.
Более привлекательным решением было бы минимизировать норму {\displaystyle L_{0}}, или эквивалентно максимизировать число нулевых коэффициентов в новом базисе. Однако это NP-сложная задача (она включает проблемы суммы подмножества) и также в вычислительном отношении неосуществима для всех, кроме самых крошечных наборов данных. Таким образом, согласно идеям Тао Теренса et al., принято минимизировать аппроксимирующую {\displaystyle L_{1}}-норму, или сумму в абсолютных значениях. Задача минимума {\displaystyle L_{1}}-нормы формулируется в виде задачи линейного программирования, для которой существуют эффективные методы решения. Это приводит к сопоставимым результатам использования {\displaystyle L_{0}} нормы, часто приводя к результатам, когда многие коэффициенты равны нулю.

## Для дальнейшего чтения
- Using Math to Turn Lo-Res Datasets Into Hi-Res Samples Wired Magazine article
- Compressive Sensing Resources at Rice University.
- Compressed Sensing: The Big Picture
- A list of different hardware implementation of Compressive Sensing
- Compressed Sensing 2.0
- Compressed Sensing Makes Every Pixel Count — article in the AMS What’s Happening in the Mathematical Sciences series
- Nuit Blanche A blog on Compressive Sensing featuring the most recent information on the subject (preprints, presentations, Q/As)
- Online Talks focused on Compressive Sensing